# Каштан кінський (Віньковецький район)
Кашта́н кінськи́й — ботанічна пам'ятка природи місцевого значення в Україні. Розташована в межах Вінькоецької селищної громади Хмельницького району Хмельницької області, в південно-східній частині села Охрімівці.
Площа 0,1 га. Статус надано згідно з рішенням облвиконкому від 04.09.1982 року № 278. Перебуває у віданні Охрімовецької загальноосвітньої школи.
Статус надано з метою збереження одного екземпляра каштана кінського (Aesculus hippocastanum).